# منزل الشعبة (المشنة)

تعديل مصدري - تعديل

منزل الشعبة هي إحدى قرى عزلة الحوج العدنى بمديرية المشنة التابعة لمحافظة إب، بلغ تعداد سكانها 348 نسمة حسب تعداد اليمن لعام 2004.